# Maurice Teynac
Maurice Garros, dit Maurice Teynac, né le 8 août 1915 à Paris où il est mort le 28 mars 1992, est un acteur et metteur en scène français.

## Biographie
Au cinéma, Maurice Teynac s'est surtout illustré dans des seconds rôles mais pour des réalisateurs parfois prestigieux, comme Abel Gance ou Sacha Guitry (il se révèle un remarquable imitateur dans Donne-moi tes yeux en 1943).
Il interprète au moins deux personnages mythiques : Fantômas, dans Fantômas contre Fantômas (1949) de Robert Vernay, et le détective Monsieur Wens (créé par le romancier belge Stanislas-André Steeman) dans Mystère à Shanghai (1950) de Roger Blanc.
Sa voix, à la diction très particulière, lui permit également de s'illustrer dans de nombreuses pièces radiophoniques, disques et doublages de films. À la radio, il joua Sherlock Holmes aux côtés de Pierre Mondy dans le rôle de Watson, à l'occasion d'un feuilleton diffusé sur les ondes en 1958-1959.
Il prête également sa voix à des personnages de Jules Verne pour des disques édités par la firme Festival à la fin des années 1950 : Phileas Fogg dans Le Tour du monde en 80 jours et le professeur Otto Lidenbrock dans Voyage au centre de la Terre. En 1963, dans S.O.S. Météores et Le Piège diabolique, adaptations radiophoniques des bandes dessinées de Edgar Pierre Jacobs par Nicole Strauss et Jacques Langeais, il assure le rôle du capitaine Francis Blake.
Dans le domaine du doublage, on peut l'entendre, entre autres, dans le film Dracula (1979) de John Badham, dans lequel il prête sa voix à sir Laurence Olivier qui joue le personnage de Van Helsing.
Il est inhumé à Paris dans le cimetière des Batignolles (30e division).

## Filmographie

### Cinéma
- 1941 : Romance de Paris de Jean Boyer
- 1941 : Le pavillon brûle de Jacques de Baroncelli
- 1942 : Opéra-Musette de René Lefèvre et Claude Renoir
- 1942  : Le Destin fabuleux de Désirée Clary de Sacha Guitry
- 1943 : Donne-moi tes yeux de Sacha Guitry
- 1946 : Sérénade aux nuages d'André Cayatte
- 1947 : Contre-enquête de Jean Faurez
- 1947  : Brigade criminelle de Gilbert Gil
- 1947  : La Fleur de l'âge de Marcel Carné, film resté inachevé
- 1948 : Le Comédien de Sacha Guitry
- 1948  : Femme sans passé de Gilles Grangier
- 1948  : Rapide de nuit de Marcel Blistène
- 1948  : Le Diable boiteux de Sacha Guitry
- 1949 : Fantômas contre Fantômas de Robert Vernay
- 1949  : Le Mystère Barton de Charles Spaak
- 1949  : On demande un assassin de Ernest Neubach
- 1950 : Au fil des ondes de Pierre Gautherin, participation
- 1950  : Mystère à Shanghai de Roger Blanc
- 1951 : La Rose rouge de Marcel Pagliero
- 1951  : Nuit sans étoiles (en) (Night without stars) d'Anthony Pelissier
- 1951  : La Poison de Sacha Guitry
- 1951  : Les Mousquetaires du roi de Marcel Aboulker et Michel Ferry [1]
- 1952 : Massacre en dentelles de André Hunebelle
- 1952  : Brelan d'as d'Henri Verneuil
- 1952  : Le Chemin de Damas de Max Glass
- 1952  : Illusion (Illusion in Moll) de Rudolf Jugert
- 1953 : Mon gosse de père de Léon Mathot
- 1953  : Drôles de bobines (Cinema d'altri tempi) de Steno
- 1954 : Si Versailles m'était conté... de Sacha Guitry
- 1954 : La Belle Otero de Richard Pottier
- 1954  : La Soupe à la grimace de Jean Sacha
- 1955 : Napoléon de Sacha Guitry
- 1955  : Boulevards de Paris (Bedevilled) de Mitchell Leisen
- 1955  : L'Affaire des poisons de Henri Decoin
- 1956 : Les Insoumises de René Gaveau
- 1956  : Zaza de René Gaveau
- 1957 : Le Septième Commandement de Raymond Bernard
- 1957  : À la Jamaïque d'André Berthomieu
- 1957  : Les Suspects de Jean Dréville
- 1957  : Les Mystères de Paris (I misteri di Parigi) de Fernando Cerchio
- 1958 : À Paris tous les deux (Paris holiday) de Gerd Oswald
- 1958  : Sans famille d'André Michel
- 1960 : Monsieur Suzuki de Robert Vernay
- 1960  : Drame dans un miroir (Crack in the mirror) de Richard Fleischer
- 1960  : Austerlitz d'Abel Gance
- 1961 : La Mort de Belle d'Édouard Molinaro
- 1961  : Le Capitaine Fracasse de Pierre Gaspard-Huit
- 1962 : L'assassin est dans l'annuaire / Cet imbécile de Rimoldi de Léo Joannon
- 1962  : Le Diable et les Dix Commandements de Julien Duvivier [2]
- 1962  : Princesse tzigane (en) (Der zigeunerbaron) de Kurt Wilhelm
- 1962  : La Veuve joyeuse (Die lustige Witwe) de Werner Jacobs
- 1962  : Le Procès (The trial) d'Orson Welles
- 1963 : Une blonde comme ça / Miss Shumway jette un sort de Jean Jabely
- 1963  : L'Honorable Stanislas, agent secret de Jean-Charles Dudrumet
- 1963  : À la française (In the french style) de Robert Parrish
- 1964 : L'Enfer de Henri-Georges Clouzot, film resté inachevé
- 1964  : Sursis pour un espion de Jean Maley
- 1965 : Les Pianos mécaniques (Los pianos mecanicos) de Juan Antonio Bardem
- 1966 : La Nuit des généraux (The night of the generals) de Anatol Litvak
- 1967 : La Louve solitaire d'Édouard Logereau
- 1967  : Trois filles vers le soleil de Roger Fellous
- 1967  : Mayerling de Terence Young
- 1968 : Thérèse et Isabelle de Radley Metzger
- 1972 : État de siège de Costa-Gavras
- 1972  : Chacal (The day of the chacal) de Fred Zinnemann
- 1973 : Les Noces de cendre (Ash Wednesday) de Larry Peerce
- 1974 : Le Chaud Lapin de Pascal Thomas
- 1975 : Section spéciale de Costa-Gavras
- 1975  : L'Année sainte de Jean Girault
- 1981 : Il faut tuer Birgit Haas de Laurent Heynemann
- 1983 : L'Ami de Vincent de Pierre Granier-Deferre

### Télévision
- 1955 : Sherlock Holmes produit par Sheldon Reynolds inspirée de l'œuvre de Sir Arthur Conan Doyle épisode La prophétie de la mort (The Case of the Deadly Prophecy) : Comte de Passevant
- 1955 : Sherlock Holmes produit par Sheldon Reynolds inspirée de l'œuvre de Sir Arthur Conan Doyle épisode Enquête à la cour (The Case of the Royal Murder) : Prince Stephan
- 1969 : Sainte Jeanne de Claude Loursais
- 1969  : Les Aventures de Tom Sawyer (de) de Wolfgang Liebeneiner
- 1970 : Le Tribunal de l'impossible : Un esprit nommé Katie King de Pierre Badel
- 1973 : Le Neveu d'Amérique de Pierre Gaspard-Huit (feuilleton télévisé)
- 1973 : Poker d'As de Hubert Cornfield
- 1974 : Paul et Virginie de Pierre Gaspard-Huit (feuilleton télévisé)
- 1975 : La Chasse aux hommes de Lazare Iglesis
- 1975  : Monsieur Jadis de Michel Polac
- 1975  : Les Brigades du Tigre, épisode Les Compagnons de l'Apocalypse de Victor Vicas, (rôle de Jean Blaise/Dominus)
- 1977 : Un juge, un flic (série télévisée) : Robert de Pontame (Saison 1 de Denys de La Patellière, épisode 1 : Un taxi pour l'ombre)
- 1979 : Les Dames de la côte, de Nina Companez

### Au théâtre ce soir
Dans l'émission Au théâtre ce soir :
- 1967 : Au petit bonheur de Marc-Gilbert Sauvajon, mise en scène Alfred Pasquali, réalisation Pierre Sabbagh, Théâtre Marigny
- 1970 : Dix petits nègres d'Agatha Christie, mise en scène Raymond Gérôme, réalisation Pierre Sabbagh, Théâtre Marigny
- 1974 : La Mare aux canards de Marc Cab et Jean Valmy, mise en scène Robert Manuel, réalisation Georges Folgoas, Théâtre Marigny
- 1975 : La Nuit du 16 janvier d'Ayn Rand, mise en scène André Villiers, réalisation Pierre Sabbagh, Théâtre Édouard VII
- 1975 : Le Nu au tambour de Noel Coward, mise en scène Jacques-Henri Duval, réalisation Pierre Sabbagh, Théâtre Edouard VII
- 1977 : L'Archipel Lenoir d'Armand Salacrou, mise en scène René Clermont, réalisation Pierre Sabbagh, Théâtre Marigny
- 1978 : Une femme trop honnête d'Armand Salacrou, mise en scène Georges Vitaly, réalisation Pierre Sabbagh, Théâtre Marigny
- 1978 : La Paix du dimanche de John Osborne, mise en scène Max Fournel, réalisation Pierre Sabbagh, Théâtre Marigny

## Théâtre

### Comédien
- 1946 : Un souvenir d'Italie de et mise en scène Louis Ducreux, Théâtre de l'Œuvre
- 1948 : Le Diable boiteux de et mise en scène Sacha Guitry, Théâtre Édouard-VII
- 1949 : Nina de et mise en scène André Roussin, Théâtre des Bouffes-Parisiens
- 1952 : La Duchesse d'Algues de Peter Blackmore, mise en scène Christian-Gérard, Théâtre Michel
- 1952  : Quarante et quatre de Jean Davray, mise en scène Raymond Rouleau, Théâtre Michel
- 1953 : La Petite Catherine de Alfred Savoir, mise en scène Christian-Gérard, Théâtre des Bouffes Parisiens
- 1954 : Adorable Julia de Marc-Gilbert Sauvajon et Guy Bolton d'après Somerset Maugham, mise en scène Jean Wall, Théâtre du Gymnase
- 1957 : Patate de Marcel Achard, mise en scène Pierre Dux, Théâtre Saint-Georges
- 1958 : Gonzalo sent la violette d'Albert Rieux et Robert Vattier, mise en scène Maurice Teynac, Théâtre Saint-Georges
- 1960 : Knock ou le Triomphe de la médecine de Jules Romains, mise en scène Henri Rollan, Théâtre Hébertot
- 1961 : Moi et le Colonel de Franz Werfel, mise en scène Jean-Jacques Bernard, Théâtre des Bouffes-Parisiens
- 1961  : L'Archipel Lenoir d'Armand Salacrou, mise en scène Charles Dullin, Théâtre Montparnasse
- 1965 : La Cerisaie d'Anton Tchekhov, mise en scène Sacha Pitoëff, Théâtre Moderne
- 1967 : Danse lente sur le champ de bataille de William Hanley, mise en scène Jean Tasso et Gilles Segal, Théâtre des Mathurins
- 1969 : Pizarro et le soleil de Peter Shaffer, mise en scène Jean Mercure, Théâtre de la Ville
- 1970 : Hadrien VII de Peter Luke, mise en scène Raymond Rouleau, Théâtre de Paris
- 1972 : Hadrien VII de Peter Luke, mise en scène Raymond Rouleau, Théâtre des Célestins
- 1972  : Honni soit qui mal y pense de Peter Barnes (en), mise en scène Stuart Burge, Théâtre de Paris
- 1973 : Par-dessus bord de Michel Vinaver, mise en scène Roger Planchon, Théâtre national populaire Villeurbanne
- 1974 : Protée de Paul Claudel, mise en scène Jacques Rosny, Théâtre Hébertot
- 1976 : À vos souhaits de Pierre Chesnot, mise en scène Claude Sainval, Comédie des Champs-Élysées
- 1977 : Trois Lits pour huit d'Alan Ayckbourn, mise en scène Pierre Mondy, Théâtre Montparnasse
- 1980 : Trilogie du revoir de Botho Strauss, mise en scène Claude Régy, Théâtre des Amandiers
- 1981 : ’Pa d'Hugh Leonard, mise en scène Georges Wilson, Théâtre de l'Œuvre
- 1982 : La Dernière Nuit de l'été d'Alexeï Arbouzov, mise en scène Yves Bureau, Théâtre Édouard-VII

### Metteur en scène
- 1958 : Gonzalo sent la violette d'Albert Rieux et Robert Vattier, mise en scène de Maurice Teynac, Théâtre Saint-Georges